# Siège de Pampelune (1813)
Pour les articles homonymes, voir Siège de Pampelune.
Batailles
- San Millan-Osma (06/1813)
- Vitoria (06/1813)
- Tolosa (06/1813)
- Saint-Sébastien (1er) (07/1813)
- Pyrénées (07/1813)
- Maya (07/1813)
- Roncevaux (07/1813)
- Sorauren (07/1813)
- Beunza (07/1813)
- Saint-Sébastien (2e) (08/1813)
- San Marcial (08/1813)
- Bidassoa (10/1813)
- Pampelune (10/1813)
- Nivelle (11/1813)
- Nive (12/1813)

- Garris (02/1814)
- Orthez (02/1814)
- Bayonne (02/1814)
- Toulouse (04/1814)

Le siège de Pampelune se déroule à partir du 26 juin 1813. Le 31 octobre 1813, la garnison française du général Louis Pierre Jean Cassan capitule devant le corps espagnol du général Enrique José O'Donnell.

## Contexte
Au début de l'année 1813, l'armée anglo-espagnole, commandée par le futur duc de Wellington, prend l'offensive et marche vers le Nord-Est depuis ses positions autour de Ciudad-Rodrigo. L'armée française, aux ordres du roi Joseph et du maréchal Jourdan, se replie par crainte d'être tournée et isolée de la France. Wellington parvient cependant à rattraper ses adversaires et, le 21 juin 1813, les défait complètement à la bataille de Vitoria.
Les restes de l'armée française se replient au-delà des Pyrénées, tout en laissant de substantielles garnisons dans Pampelune, Saint-Sébastien et Santoña.

## Déroulement du siège
La garnison française est commandée par le général de brigade Louis Pierre Jean Cassan et forte d'environ 3 500 hommes. Le corps assiégeant, détaché de l'armée de Wellington, est composé de 10 000 Espagnols
```
sous les ordres du général 
Enrique José O'Donnell
[
3
]
.
```

### Tentative de secours
En apprenant la défaite de Vitoria, Napoléon Ier envoie d'urgence le maréchal Soult prendre le commandement de l'« armée devant Bayonne » et ordonne de reconquérir le nord de l'Espagne, et plus particulièrement de libérer Pampelune. 
Après avoir réussi à franchir les cols de Roncevaux et de Maya, les Français repoussent les Anglais de Hill jusqu'à Irurita et ceux de Cole et Picton sur Sorauren. L'arrivée de Wellington en personne sur le théâtre de la bataille puis celle de renforts britanniques bloquent l'avancée française. La garnison tente alors trois sorties. La supériorité numérique britannique et le manque de vivres et de munitions, qui rendent impossible le ravitaillement de la place, contraignent le maréchal Soult à repasser les Pyrénées après neuf jours au sud du massif.

## Capitulation
Le 31 octobre, à bout de ressources, la garnison française capitule.
Les pertes françaises s'élèvent à 500 tués, 800 blessés et 2 150 prisonniers
, tandis que les Espagnols comptent 2 000 tués et blessés
.